# الحلول المعتمدة على الطبيعة

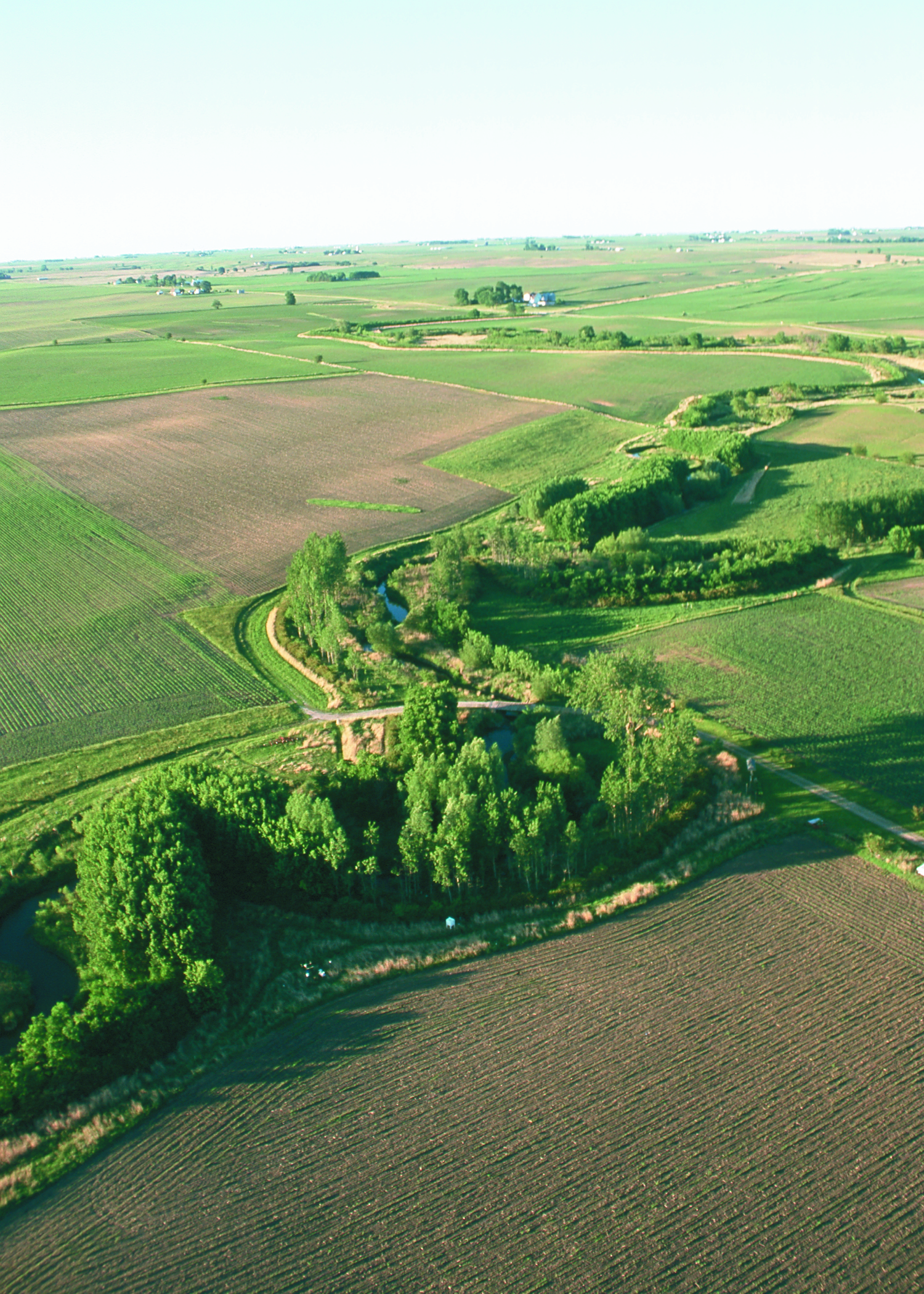

تشير الحلول المعتمدة على الطبيعة إلى الإدارة المستدامة واستخدام الطبيعة في معالجة التحديات الاجتماعية والبيئية. تتضمن التحديات مشاكل مثل: التغير المناخي، والأمن المائي، وتلوث المياه، والأمن الغذائي، وصحة الإنسان وإدارة الأزمات.
عرّف الاتحاد الأوروبي الحلول المعتمدة على الطبيعة على أنها «مستوحاة من الطبيعة وتستند عليها، وفعالة من حيث التكلفة، وتوفر في ذات الوقت فوائد بيئية واجتماعية واقتصادية تساعد على التكيّف. يجلب هذا النوع من الحلول مزيدًا من التنوع البيئي، وعمليات وملامح من الطبيعة إلى المدن واليابسة والبحار، عبر تدخلات منهجية متكيفة محليًا وفعالة من حيث الموارد». على مشاريع البحث والابتكار بخصوص الحلول المعتمدة على الطبيعة والممولة من قبل البرنامج الإطاري للأمم المتحدة الاستجابة لهذا التعريف. في الوقت ذاته، تعرّف مبادرة الحلول المعتمدة على الطبيعة تلك الحلول على أنها «مجموعة من الإجراءات التي تتعامل مع الطبيعة وتعزز من قدرتها على مساعدة الناس في التكيف مع المتغيرات والكوارث». بوجود الحلول المعتمدة على الطبيعة، يمكن للأنظمة البيئية السليمة والمرنة والمتنوعة تقديم حلول تصب في مصلحة المجتمعات والتنوع البيئي في نهاية المطاف.
على سبيل المثال، تستخدم استعادة وإصلاح أشجار المنغروف (الأيكة الساحلية) على طول السواحل حلًا معتمدًا على الطبيعة لتحقيق أمور عدّة. تخفف أشجار المنغروف من حدة تأثير الأمواج البحرية والرياح على المستوطنات الساحلية أو المدن والكربون في المياه. توفر أيضًا بيئة حاضنة آمنة للحياة البحرية التي تشكل قاعدة مستدامة للأسماك التي يمكن للسكان المحليين الاعتماد عليها. إضافة إلى ذلك، تساعد غابات المنغروف في الحد من التعرية البحرية الناتجة عن ارتفاع منسوب مياه البحر. بالمثل، تعد الأسقف أو الجدران الخضراء في المدن إحدى الحلول المعتمدة على الطبيعة التي يمكن أن تساهم في التخفيف من تأثير ارتفاع درجات الحرارة، وحبس مياه العواصف، وتخفيف التلوّث، وتصريف الكربون وتعزيز التنوع البيئي في ذات الوقت.
أُنجزت مناهج للحفاظ على البيئة ومبادرات في الإدارة البيئة على مدى عقود. الجديد هو أن منافع تلك الحلول على صحة الإنسان تبلورت مؤخرًا بشكلٍ جيد. حتى ولو كان المصطلح بذاته لا يزال مؤطّرًا، إلا أن الأمثلة على الحلول المعتمدة على الطبيعة يمكن إيجادها حول العالم، ويتم تقليدها.
إن الحلول المعتمدة على الطبيعة في طريقها لتُعمم في السياسات الوطنية والدولية والبرامج (مثل سياسة التغير المناخي، والقانون، وهياكل الاستثمار وآليات التمويل). على سبيل المثال، كانت سمة يوم المياه العالمي في العام 2018 «الطبيعة للمياه» وكان تقرير الأمم المتحدة المعني بتنمية المياه حول العالم المقدم من لجنة الأمم المتحدة المعنية بالموارد المائية تحت عنوان «حلول المياه المعتمدة على الطبيعة». أيضًا، في قمة عمل المناخ التي عقدتها الأمم المتحدة عام 2019، كانت الحلول المعتمدة على البيئة واحدة من المواضيع الرئيسية التي طُرحت بوصفها وسيلة فعالة لمحاربة التغير المناخي. أُنشأ «تحالف الحلول المعتمدة على الطبيعة»، متضمنًا عشراتٍ من الدول بقيادة كلٍّ من الصين ونيوزيلاندا.

## خلفية
تواجه المجتمعات بشكل متزايد تحدياتٍ تتمثل بالتغير المناخي، والتحضر (التحول إلى حياة المدينة)، مما يشكل خطرًا على الأمن الغذائي ووفرة الموارد المائية وخطر الكوارث. تكمن إحدى الحيثيات المتبعة لمواجهة هذه التحديات في الاعتماد بشكل كبير على الاستراتيجيات التقنية. تتمثل مقاربة أخرى بإدارة الأنظمة الاجتماعية البيئية بطريقة شاملة بهدف تعزيز وزيادة تلقي البشر لخدمات النظام البيئي. في هذا السياق، أُثيرت مؤخرًا مسألة الحلول المعتمدة على الطبيعة من قبل ممارسيها وسريعًا بعد ذلك من قبل صُنّاع السياسة. تؤكد هذه الحلول على استدامة الاستفادة من الطبيعة في حل التحديات البيئية الاجتماعية الاقتصادية المقترنة سويًا.
في حين أن خدمات النظام البيئي غالبًا ما تُقدّر من حيث المنافع المباشرة تجاه الاقتصاد والرّفاه، تركز الحلول المعتمدة على الطبيعة على الفوائد التي تعود على الناس والبيئة نفسها، لتسمح بإيجاد حلول مستدامة قادرة على الاستجابة للتغير البيئي والأخطار البيئية على المدى الطويل. تتجاوز الحلول المعتمدة على الطبيعة المبادئ التقليدية حول إدارة التنوع البيئي وحمايته عبر تركيز الضوء على الإنسان وتحديدًا بدمج العوامل الاجتماعية مثل الرّفاه والحد من الفقر، وتنمية الاقتصاد الاجتماعي، ومبادئ الحوكمة.
فيما يتعلق بمشاكل المياه، يمكن للحلول المعتمدة على الطبيعة تحقيق ما يلي، تبعًا لتقرير تنمية المياه لعام 2018 الصادر عن لجنة الأمم المتحدة المعنية بالموارد المائية:
- الاستفادة من العمليات الطبيعية لتحسين توافر المياه (على سبيل المثال، حجز رطوبة التربة وتغذية المياه الجوفية).
- تحسين جودة المياه (على سبيل المثال، المناطق الطبيعية الرطبة، وأرضٍ مشيّدة لمعالجة الصرف الصحي وحواجز النباتات النهرية.
- تقليل المخاطر المرتبطة بالكوارث المتعلقة بالمياه والتغير المناخي (على سبيل المثال، استعادة السهول الفيضية والأسقف الخضراء).

### مفاهيم ذات صلة
في عام 2015، سلّطت الشبكة الأوروبية «بيودايفرسا» الضوء على ارتباط الحلول المعتمدة على الطبيعة بمفاهيم مثل النُّهج البيئية وهندسة النظم البيئية. تتصل الحلول المعتمدة على الطبيعة بقوة بأفكار مثل زراعة النظم الطبيعية، والحلول الطبيعية، والتكيف المعتمد على الطبيعة، وخدمات التكيُّف، والبنية التحتية للطبيعة، والبنية التحتية الخضراء، وهندسة النظم البيئية. على سبيل المثال، كثيرًا ما تروّج منظمات مثل برنامج الأمم المتحدة للبيئة ومنظمات غير حكومية مثل منظمة الحفاظ على الطبيعة لمقاربات تعتمد على النظام البيئي للتكيف مع تغير المناخ والتخفيف من آثاره. تشير هذه المنظمات إلى «السياسات والتدابير التي تأخذ بعين الاعتبار دور الخدمات التي يقدمها النظام البيئي في تقليل خطر التغير المناخي على المجتمع، بأسلوب متعدد القطاعات ومتعدد المستويات».
كذلك الأمر، تُعرف البنية التحتية الطبيعية على أنها «شبكة مدارة ومنظمة استراتيجيًا من الأراضي الطبيعية، مثل الغابات والأراضي الرطبة، والمساحات الطبيعية المشغول بها، وغيرها من الأماكن المفتوحة التي تحفظ أو تعزز شؤون ووظائف النظام البيئي وتقدم فوائد ذات صلة بالمجتمع الإنساني».
بالمثل، يشير مصطلح هندسة النظم البيئية بشكل عام إلى «حماية واستعادة (على سبيل المثال، الترميم البيئي) أو التعديل على النظم البيئية بهدف زيادة كم ونوعية واستدامة خدمات محددة تقدمها تلك النظم، أو لبناء أنظمة بيئية جديدة يمكنها تقديم خدمات لولاها لتوفرت من خلال هندسة أكثر تقليدية، وعلى أساس موارد غير متجددة».

### تعريفات
يُعرّف الاتحاد الدولي لحفظ الطبيعة الحلول المعتمدة على الطبيعة بوصفها إجراءاتٍ لحماية النظم البيئية الطبيعية أو المعدّلة وإدارتها على نحو مستدام واستعادتها، التي تتصدى لتحديات المجتمع بفعالية وتكُّيف، وتوفر في الوقت ذاته منافع رفاه الإنسان والتنوع البيولوجي، مع اعتبار تغير المناخ والأمن الغذائي ومخاطر الكوارث والأمن المائي والتنمية الاجتماعية والاقتصادية، فضلًا عن الصحة البشرية، تحدياتٍ مجتمعية سائدة.